# Вириг, Мартин
Мартин Вириг (нем. Martin Wierig; род. 10 июня 1987, Beckendorf-Neindorf, Саксония-Анхальт) — немецкий легкоатлет, специалист по метанию диска. Выступает за сборную Германии по лёгкой атлетике с 2004 года, чемпион Европы среди молодёжи, победитель и призёр первенств национального значения, участник летних Олимпийских игр в Лондоне.

## Биография
Мартин Вириг родился 10 июня 1987 года в муниципалитете Бекендорф-Найндорф (ныне в составе города Ошерслебен).
Занимался лёгкой атлетикой в Магдебурге, проходил подготовку в местном одноимённом клубе SC Magdeburg. Был подопечным тренера Армина Лемме.
Впервые заявил о себе на международном уровне в сезоне 2004 года, когда вошёл в состав немецкой национальной сборной и выступил на юниорском мировом первенстве в Гроссето, где в зачёте метания диска стал восьмым.
В 2005 году в той же дисциплине выиграл бронзовую медаль на юниорском европейском первенстве в Каунасе.
В 2006 году взял бронзу на юниорском мировом первенстве в Пекине.
На молодёжном европейском первенстве 2007 года в Дебрецене с результатом 61,10 превзошёл всех соперников и завоевал золотую медаль.
В 2009 году получил бронзовые награды на чемпионате Германии в Ульме (61,96) и на молодёжном европейском первенстве в Каунасе (59,12).
На чемпионате Германии 2010 года в Брауншвейге выиграл серебряную медаль, уступив только Роберту Хартингу (впоследствии ещё много раз проигрывал Хартингу в национальном чемпионате, всё время становясь вторым). На чемпионате Европы в Барселоне в финале метнул диск на 63,32 метра и стал седьмым.
В 2011 году участвовал в чемпионате мира в Тэгу (61,68).
В 2012 году выступил на чемпионате Европы в Хельсинки (61,34), тогда как на домашних соревнованиях в Шёнебеке установил свой личный рекорд — 68,33 метра. Выполнив олимпийский квалификационный норматив (65,00), удостоился права защищать честь страны на летних Олимпийских играх в Лондоне — в финале метания диска показал результат 65,85 метра, расположившись в итоговом протоколе на шестой строке.
На чемпионате мира 2013 года в Москве с результатом 65,02 стал четвёртым.
В 2014 году занял 11-е место на чемпионате Европы в Цюрихе (60,82).
В 2015 году был вторым в своей дисциплине на командном чемпионате Европы в Чебоксарах (60,23), выступил на чемпионате мира в Пекине (61,35).
На чемпионате Европы 2016 года в Амстердаме с результатом 63,60 в финал не вышел.
На чемпионате мира 2017 года в Лондоне на предварительном квалификационном этапе провалил все три попытки, не показав никакого результата.
В 2019 году наконец одержал победу на чемпионате Германии в Берлине (65,39). Помимо этого, был вторым на командном чемпионате Европы в Быдгоще (61,84) и девятым на чемпионате мира в Дохе (64,98).
Его жена Анна Рю тоже добилась больших успехов в метании диска, представляла Германию на многих крупных турнирах.